# Tatjana Tisjtjenko
Tatjana Aleksejevna Tisjtjenko (ryska: Татьяна Алексеевна Тищенко), född den 1 januari 1975, är en rysk kanotist.
Hon tog bland annat VM-silver i K-4 200 meter i samband med sprintvärldsmästerskapen i kanotsport 1999 i Milano.